# Macaão

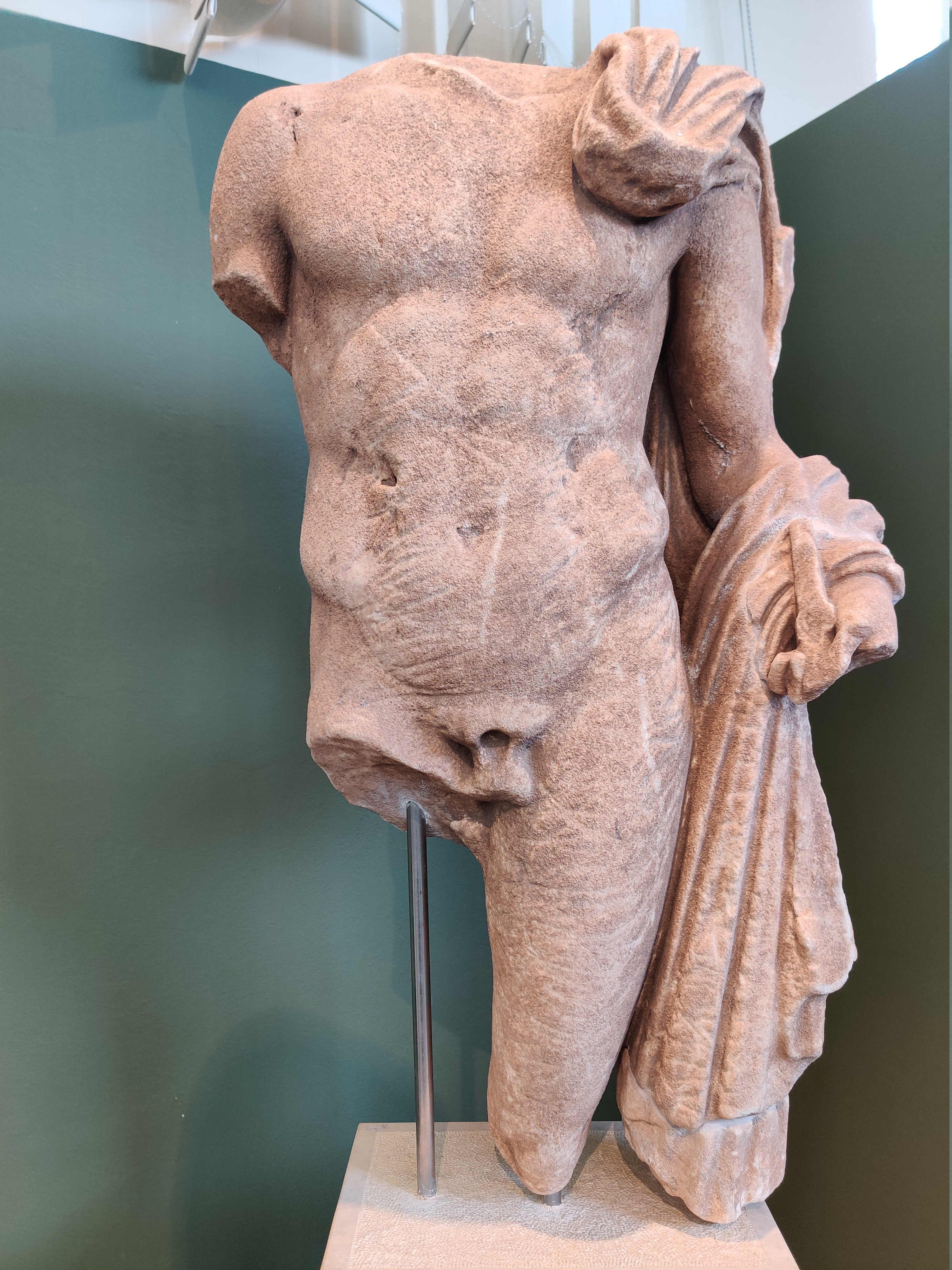
Torse de mármore, provavelmente representando Machaon, filho de Asclépio. Século II a.C. Museu da Antiga Messene.

Macaão, na mitologia grega, foi um herói médico, que curou a ferida de Filoctetes em Lemnos (outras fontes dizem que foi Podalírio) [carece de fontes?]. Seu irmão Podalírio também era médico.
Ele era filho de Esculápio, e foi pai de Nicômaco, Górgaso, Alexanor   e Sphyrus. A mãe de Nicômaco e Górgaso foi Anticleia, filha de Diocles, rei de Fáris na Messênia.
Ele foi morto, na Guerra de Troia, por Eurípilo, filho de Télefo, líder das tropas da Mísia e aliado dos troianos.